# Gerard Bakker jr.
Gerard 'Piet' Bakker jr. (1969/1970) is een Nederlands tafeltennisser en voormalig (25-voudig) international. Hij werd in 1998 (met Chen Sung) Nederlands kampioen dubbelspel en in 1985, 1986 (beide met Bettine Vriesekoop) en 1990 (met Mirjam Hooman-Kloppenburg) winnaar van de nationale titel in het gemengd dubbel. Hij debuteerde in 1982 op zijn twaalfde in de Nederlandse eredivisie. Bakker jr. is de zoon van Gerard Bakker, de voormalig trainer van Bettine Vriesekoop en voorzitter van LTTV Scylla.

## Begeleider
Bakker jr. heeft exact dezelfde naam als zijn in de sportwereld eveneens bekende vader, maar bedient zich van de roepnaam 'Piet'. Hoewel hij nog speelt voor Scylla (zie kopje 'Charybdis') heeft hij als speler geen ambities meer, onder meer omdat hij geen hoge pet op heeft van de begin-21e-eeuwse versie van de Nederlandse eredivisie. Bakker jr. richt zich met name op het begeleiden en trainen van jonge spelers, waar hij op zijn 29e mee begon.

## Charybdis
Bakker jr. heeft geen doelstellingen meer als speler en speelt daarom niet meer in Scylla 1, zodat jongere spelers in zijn plaats ervaring kunnen opdoen in de eredivisie. Hij speelt wel voor andere geledingen van Scylla. Zo kwam hij in de najaarscompetitie uit in de tweede divisie voor Charybdis, een vereniging die alleen op papier bestaat en feitelijk een kloon van Scylla is. Omdat het niet is toegestaan met twee teams van één club op het hoogste niveau uit te komen, wil Scylla zo toch een tweede ploeg omhoog brengen. Met ingang van de voorjaarscompetitie van 2009 voegde Bakker jr. zich weer bij Scylla (2), terwijl voormalig eredivisiespelers als Simon Goessens en Thijs Langeveld van Scylla naar Charybdis 'verkasten'.